# روبرت إم. ليفلي
روبرت إم. ليفلي هو محامي وقاضي وسياسي أمريكي، ولد في 6 يناير 1855 في فايتفيل في الولايات المتحدة، وتوفي في 15 يناير 1929 في كانتون في الولايات المتحدة. نشط حزبياً في الحزب الديمقراطي. وقد انتخب عضو مجلس النواب الأمريكي ‏.